# 포켓몬 레전즈 Z-A
《포켓몬 레전즈 Z-A》는 게임 프리크가 개발하고 포켓몬 컴퍼니과 닌텐도가 배급한 롤플레잉 비디오 게임이다. 《포켓몬스터》 비디오 게임 시리즈의 9세대 작품으로 닌텐도 스위치 플랫폼으로 제작됐다. 《포켓몬스터 X·Y(2013)》의 칼로스지방 도시 미르시티를 무대로 하며 게임플레이상 《포켓몬 레전즈 아르세우스(2022)》의 후속작이다.

## 개발
2013년 비디오 게임 포켓몬스터 X·Y에서 처음 소개된 프랑스를 모티브로 하는 칼로스 지방이 배경이다. 예고편에 따르면 도시 재개발 프로젝트가 진행 중인 파리를 모티브로 하는 미르 시티를 배경이며, 닌텐도는 나중에 게임이 미르 시티 내에서만 진행될 것이라고 밝혔다.
2024년 2월 27일, 포켓몬 프레젠츠 방송에서 《포켓몬 레전즈 Z-A》가 2025년 전세계 동시발매를 목표로 처음 공개됐다. 예고편 말미에는 X, Y 에서 처음 선보였던 메가진화 메카닉의 복귀 예고도 나왔다. 현재 게임프리크에서 개발 중이다.

### 내용주
1. ↑  일본어: Pokémon LEGENDS Z-A（ゼットエー）, 영어: Pokémon Legends: Z-A, 포켓몬 레전즈 제트에이

### 참조주
1. ↑  Bailey, Kat (2024년 2월 27일). “New Pokémon Legends Announced for 2025 - Pokémon Presents 2024”. 《IGN》. 2024년 2월 27일에 원본 문서에서 보존된 문서. 2024년 2월 27일에 확인함.
2. 1 2  Webster, Andrew (2024년 2월 27일). “Pokémon Legends: Z-A teased for 2025 release”. 《The Verge》 (영어). 2024년 2월 27일에 원본 문서에서 보존된 문서. 2024년 2월 27일에 확인함.
3. ↑  Middler, Jordan (2024년 2월 27일). “Pokémon Legends Z-A is 'set entirely within Lumiose City'”. 《Video Games Chronicle》. 2024년 2월 27일에 원본 문서에서 보존된 문서. 2024년 2월 27일에 확인함.
4. ↑  Michael, Cale (2024년 2월 27일). “Pokémon Legends: Z-A coming 2025, features return to Kalos and Mega Evolution.”. 《Dot Esports》. 2024년 2월 27일에 원본 문서에서 보존된 문서. 2024년 2월 27일에 확인함.
5. ↑  Middler, Jordan (2024년 2월 27일). “Pokemon Legends Z-A is officially coming to Nintendo Switch in 2025”. 《Video Games Chronicle》 (영국 영어). 2024년 2월 27일에 원본 문서에서 보존된 문서. 2024년 2월 27일에 확인함.
6. ↑  Cryer, Hirun (2024년 2월 27일). “Pokemon Legends Z-A launches in 2025 with the return of Mega Evolutions”. 《GamesRadar+》. 2024년 2월 27일에 원본 문서에서 보존된 문서. 2024년 2월 27일에 확인함.